# Étienne de Besançon
Étienne de Besançon, falecido a 22 Novembro de 1294 na cidade italiana de Lucca.
Frade dominicano, foi provincial do norte da França, em 1291 e eleito Mestre Geral da Ordem dos Pregadores em 1292. Tentou fazer regressar a sua ordem à original severidade e simplicidade, mas apenas governou 2 anos. Faleceu durante uma viagem de inspecção a caminho de Roma.